# Michel Lemoine
Michel Lemoine (Pantin, 30 settembre 1922 – Sancerre, 27 luglio 2013) è stato un attore e regista francese.
Ha recitato in svariate produzioni cinematografiche in gran parte in ruoli secondari.

## Filmografia parziale
- Il bivio, regia di Fernando Cerchio (1951)
- La vendetta della maschera di ferro, regia di Francesco De Feo (1962)
- Ercole contro Moloch, regia di Giorgio Ferroni (1963)
- La portatrice di pane (La Porteuse de pain), regia di Maurice Cloche (1963)
- La strada per Fort Alamo, regia di Mario Bava (1964)
- Missione Caracas (Mission espéciale à Caracas), regia di Raoul André (1965)
- I diafanoidi vengono da Marte, regia di Antonio Margheriti (1966)
- Il ritorno del gladiatore più forte del mondo, regia di Bitto Albertini (1971)

## Doppiatori italiani
- Gianfranco Bellini in Il ritorno del gladiatore più forte del mondo